# Campionati europei di pattinaggio di velocità 1900
I Campionati europei di pattinaggio di velocità 1900 sono stati la 10ª edizione della manifestazione. Si sono svolti dal 3 al 4 febbraio 1900 a Štrbské Pleso, in Ungheria.

## Podi

### Uomini
| Evento              | Oro           | Punti      | Argento      | Punti           | Bronzo    | Punti           |
| Allround (dettagli) | Peder Østlund | 4 vittorie | Franz Wathén | 2 secondi posti | Jan Greve | 2 secondi posti |